# Hieracium maschukense
Hieracium maschukense là một loài thực vật có hoa trong họ Cúc. Loài này được Litv. & Zahn mô tả khoa học đầu tiên.